# Scuola di Yongjia
La scuola di Yongjia (永嘉學派T, 永嘉学派S, Yǒngjiā XuépàiP) è una corrente di pensiero sviluppatasi nella città cinese di Wenzhou nel XII secolo. L'isolamento geografico dell'area fece sì che si diffondesse il principio di "pari importanza della giustizia e del profitto", in netta contrapposizione con i valori del Confucianesimo, che faticò a permeare nella zona. La scuola di Yongjia ha influenzato notevolmente lo stile di vita e di lavoro degli abitanti di Wenzhou, consentendo loro di espandere maggiormente le loro attività a livello globale.

## Storia
A partire dal X secolo Wenzhou visse un florido periodo di crescita culturale. La riforma dell'accesso agli esami imperiali, che permise la partecipazione anche agli studiosi di umili origini, e il proliferarsi delle scuole popolari stimolarono l'insegnamento e la ricerca filosofica, portando alla formazione della scuola di Yongjia.
Molti studiosi della zona apportarono diversi cambiamenti a livello sociale. Zhou Xingyi (1067-1124), un allievo dei fratelli Cheng Hao (1032-1085) e Cheng Yi (1033-1107) e fondatore dell'Accademia Fuzhi Shuyuan, propose all'imperatore di scegliere dei funzionari in base alle loro capacità, invece che in base alla fazione di appartenenza, nonché avanzò la riforma dei sistemi della valuta, del tè e del sale (che erano sottoposti a monopolio di Stato), delle corvée e dei trasporti. Inoltre, avviò le prime ricerche della storia cinese in merito alle riserve di oro, che avrebbero aiutato l'emissione di carta moneta.
In campo economico, Zheng Boxiong (1124-1181) fu autore dello Yicaílung ("Trattato sulla finanza"), nel quale pone il popolo al centro dell'economia ed esalta l'accumulo di ricchezza e il suo corretto investimento. Un altro economista, Zheng Boqian (jinshi nel 1190), effettuò una delle rare ricerche a titolo personale della storia cinese in merito alle questioni economiche e finanziarie, concentrandosi sulle condizioni di vita del popolo e sulla disoccupazione.
Il massimo esponente della scuola di Yongjia fu Ye Shi (1150-1223), allievo di Chen Fuliang, dal quale apprese il rifiuto della concezione tradizionale dell'agricoltura come perno della società. Secondo i valori tradizionali confuciani infatti, il perseguimento della ricchezza esclude la giustizia, quindi il saggio non ambisce al guadagno poiché l'accumulo di grossi capitali distrae dal perseguimento della virtù. Al contrario, Ye Shi esalta le classi più abbienti, che pagano i tributi all'imperatore e provvedono a nutrire il popolo retribuendolo appropriatamente. Di conseguenza, egli eleva la classe dei mercanti, che tradizionalmente era posta ai margini della società, dopo i letterati, i contadini e gli artigiani.
Queste idee particolarmente innovative ebbero conseguenze positive sulla produzione agricola e artigianale di Wenzhou. Il sistema di compravendita dei terreni agricoli si diffuse maggiormente, vennero inaugurate avanzate opere pubbliche di idraulica da parte del governo e dei privati, fu introdotta una varietà di riso ad alta resa proveniente da Zhancheng (Chiêm Thành, in Vietnam), venne introdotta la concimazione biologica, nonché prosperò la produzione di porcellana, lacca, seta e carta. Nel 1131 venne istituita la dogana e nacquero sempre più centri di accoglienza per i commercianti stranieri.
In questo contesto, pensatori come Ye Shi, Chen Fuliang e Xue Jiyi (1134-1173) si opposero ai princìpi neoconfuciani di Zhu Xi (1130-1200). Lo studio acquisisce una finalità pratica, vengono legittimate le normali ambizioni economiche legate alla vita materiale e viene messa di pari passo la giustizia con il profitto (interesse materiale). Ye Shi ritiene che il monopolio di commercio del sale e del tè rallenti lo sviluppo commerciale, e propone al contrario la riduzione delle tasse, la liberalizzazione dell'industria e gli investimenti privati e statali a favore del popolo, che avrebbero combattuto la dilagante corruzione tra i funzionari pubblici. Egli riteneva anche che l'eccessiva stampa e messa in circolazione di carta moneta fosse il motivo dell'inflazione che affliggeva i mercati del tempo.

## Il declino dinanzi al neoconfucianesimo e i tentativi di rinascita
I princìpi seppur innovativi della scuola di Yongjia dovettero cedere il passo ai valori del neoconfucianesimo, che divenne dottrina di Stato a partire dalla dinastia Song meridionale (XII secolo) e che avrebbe mantenuto questo status sino alla dinastia Qing (1911). Ciò nonostante, tra l'inizio della dinastia Ming e l'inizio della dinastia Qing i dettami della scuola di Yongjia in merito all'ottenimento dei risultati concreti e agli studi storici continuarono a influenzare le scuole di pensiero dello Zhejiang orientale. In particolare, il ministro Liu Ji (1311-1375) nativo di Wencheng propose 18 strategie d'azione al fondatore della dinastia Ming Zhu Yuanzhang, mentre Zhou Xuan (1397-1454) di Wenzhou avanzò delle propose concrete all'imperatore che avrebbero risanato l'amministrazione del paese e rinforzato la frontiera. Negli ultimi anni della dinastia Qing, gli studiosi di Rui'an Sun Yiyan e Sun Yirang si focalizzarono sulle opere di Ye Shi e di Chen Fuliang, affermando che "non c'è vecchio o nuovo nello studio, ciò che conta è l'uso che se ne fa".
Con le riforme attuate a partire dal 1978 nella Repubblica Popolare Cinese, le idee della scuola di Yongjia tornarono a essere popolari nella città di Wenzhou, dando vita a un modello di sviluppo basato sull'iniziativa individuale chiamato "modello di Wenzhou".